# 陈铦
陈铦（？—971年），五代十国时期人物，泉州仙游县（今福建省莆田市仙游县）人，割据泉、漳二州的平海军节度使陈洪进之弟。
陈铦原任泉州都指挥使。北宋开宝四年（971年），升任漳州刺史，前往汴梁向宋廷朝贡，中途于宿州去世。
陈铦的儿子陈文琏，后来在宋朝担任供奉官、阁门祗候。